# Таранін Віталій Олександрович
Віталій Олександрович Таранін — старший лейтенант, офіцер з фінансових питань окремого загону спеціального призначення НГУ «Азов» Національної гвардії України, учасник російсько-української війни, що загинув у ході російського вторгнення в Україну в 2022 році.

## Життєпис
Віталій Таранін народився в Красногорівці (з 2020 року — Мар'їнської міської громади) Покровського району на Донеччині. З початком війни на сході України разом з родиною 15 червня 2014 року виїхали з рідного міста до Маріуполя. 
30 серпня 2014 року приїхав до батальйону «Азов» разом зі своєю матір'ю і майбутньою дружиною як волонтер.
У грудні 2014 року приєднався до лав батальйону «Азов» на посаду водія автороти. 
Згодом обійняв посаду начальника фінансів в полку, а дружина Алла працювала діловодом. З початком повномасштабного російського вторгнення в Україну перебував на передовій — брав участь у боях за Маріуполь. 
13 березня 2022 року в одному з боїв був важко поранений. Його лікували в імпровізованому бункерному шпиталі «Азовсталі». 
Загинув 15 квітня 2022 року від скидання трьохтонної бомби на шпиталь заводу «Азовсталь».

## Родина
У загиблого залишилася мама Роллана Бондаренко — ветеранка полку «Азов» та дружина Алла, оборонці Маріуполя. При полку вони одружилися, і в Маріуполі в них народився син (нар. 2019). Дружина Алла загинула 8 травня 2022 року. Росіяни на «Азовсталь» скинули чергову авіабомбу. 4 поверхи бункера, в якому перебувала Алла, провалилися. Син Данило з 24 лютого 2022 року перебував з дідусем Олександром Тараніним (колишнім чоловіком Роллани Бондаренко). Він забрав його з Маріуполя до Полтави, де мешкав зі своєю родиною, а потім переїхав і осів на Івано-Франківщині в селі Саджавка Богородчанського району. Між колишньою дружиною Роландою Бондаренко, яка повернулася з Берліна, та колишнім чоловіком (дідусем хлопчика) розгорнулася боротьба за опікунство.

## Нагороди
- Орден «За мужність» III ступеня (2022, посмертно) — за особисту мужність і самовіддані дії, виявлені у захисті державного суверенітету та територіальної цілісності України, вірність військовій присязі [7].
- Медаль «За військову службу Україні»
- Відзнака та почесна грамота Презадента України за участь в АТО (2018 рік)